# Araçari-negro
O araçari-negro (Selenidera culik) é uma espécie de ave amazônica da família Ramphastidae.  Tais aves medem cerca de 33 cm de comprimento, contando com uma plumagem negra, grande bico, também negro de base encarnada e região perioftálmica azul-reluzente. São conhecidas ainda pelos nomes de araçari-preto e saripoca-culique.